# Стрижавська волость (Вінницький повіт)
Стрижавська волость — історична адміністративно-територіальна одиниця Вінницького повіту Подільської губернії з центром у містечку Стрижавка.
Станом на 1885 рік складалася з 20 поселень, 14 сільських громад. Населення — 13503 особи (6596 чоловічої статі та 6907 — жіночої), 1572 дворових господарства.
|                     | Площа, десятин | У тому числі орної, дес. |
| ------------------- | -------------- | ------------------------ |
| Сільських громад    | 11991          | 8291                     |
| Приватної власності | 12152          | 4521                     |
| Іншої власності     | 721            | 406                      |
| Загалом             | 24864          | 13218                    |

Основні поселення волості:
- Стрижавка — колишнє власницьке містечко при річці Буг за 8 верст від повітового міста, 1140 осіб, 184 дворових господарств, 2 православні церкви, костел, синагога, єврейський молитовний будинок, школа, 2 постоялих будинки, 31 лавки, торгова баня, воскобійний завод, базари через 2 тижні. За 3 версти — винокурний завод із водяним млином. За ½ версти — цегельний завод.
- Коломієва Михалівка — колишнє власницьке село при річці Десна, 585 осіб, 66 дворових господарств, 2 постоялих будинки, водяний млин.
- Лаврівка — колишнє власницьке містечко при річці Буг, 673 особи, 88 дворових господарств, православна церква, постоялий будинок, 2 водяних млини.
- Лосіївка — колишнє власницьке село при річці Десна, 796 осіб, 169 дворових господарств, православна церква, школа, постоялий будинок, лавка.
- Медвідка — колишнє власницьке село при річці Буг, 627 осіб, 76 дворових господарств, православна церква, постоялий будинок.
- Мізяківські Хутори — колишнє власницьке село, 2300 осіб, 265 дворових господарств, 2 православні церкви, школа, 2 постоялих будинки, лавка.
- Носковецька Слобода — колишнє власницьке село при річці Згар, 1200 осіб, 134 дворових господарства, православна церква, єврейський молитовний будинок, постоялий будинок, 2 лавки.
- Соболівка — колишнє власницьке село при річці Десна, 332 особи, 51 дворове господарство, католицька каплиця, постоялий будинок.
- Сосонка — колишнє власницьке село при річці Десна, 1188 осіб, 167 дворових господарств, православна церква, школа, постоялий будинок.
- Стадниця — колишнє власницьке село, 1110 осіб, 144 дворових господарства, православна церква, постоялий будинок, лавка.
- Супрунівський Майдан — колишнє власницьке село при річці Рів, 412 осіб, 72 дворових господарства, православна церква, постоялий будинок.
- Супрунів — колишнє власницьке село при річці Згар, 477 осіб, 144 дворових господарства, православна церква, постоялий будинок.